# Маккатчен, Эндрю
Эндрю Стэфан Маккатчен (англ. Andrew Stefan McCutchen, род. 10 октября 1986 года) — американский профессиональный бейсболист, выступающий на позиции центр-филдера в команде Главной лиги бейсбола «Филадельфия Филлис». Маккатчен был выбран на драфте МЛБ 2005 года в первом раунде под общим 11 номером, а дебютировал в МЛБ в 2009 году. В 2012 году он закончил сезон с вторым показателем Национальной лиги по отбиванию (32,7 %) и с лучшим показателем хитов (194). Он пять раз участвовал в матчах всех звёзд МЛБ, а в 2013 году был назван самым ценным игроком Национальной лиги.

## Ранние годы
Эндрю Маккатчен родился в Форт-Миде (штат Флорида). Его родители, Лоренсо Маккатчен и Патрина Свон, были учениками старшей школы и официально не состояли в браке. У него также была сестра. Он жил вместе со своей матерью, пока его отец учился в Университете Карсона-Ньюмана в Джефферсон-Сити, штат Теннесси. В университете Лоренсо был членом команды по американскому футболу и мечтал попасть в НФЛ, однако, когда его мечта не сбылась, он в 1989 году вернулся в Форт-Мид. Петрина не хотела выходить за него замуж, пока тот не станет священником, а после того, как он стал им, 1 августа 1992 года пара сыграла свадьбу.
Уже в школе Эндрю начал играть в бейсбол и с восьмого класса был членом школьной команды. В своём дебютном сезоне он отбивал мяч с процентом 59,1. В своём же последнем сезоне в школе он выбивал с процентом 70,9, выбил 16 хоум-ранов и 42 RBI. Кроме бейсбола, Маккатчен играл в американский футбол и занимался лёгкой атлетикой. По окончании школы он считался одним из самых перспективных игроков в американский футбол во Флориде, однако решил сосредоточиться на бейсболе. Кроме того он стал чемпионом штата в эстафете 4 по 100 метров.

## Профессиональная карьера

### Низшие лиги
Первоначально Маккатчен планировал пойти учиться в университет Флориды, однако на драфте МЛБ 2005 года он был выбран под общим 11 номером клубом «Питтсбург Пайрэтс», поэтому он решил подписать контракт с бейсбольным клубом. 2006 год он провёл в Южно-Атлантической лиге и по итогам сезона был назван игроком года фарм-системы «Пайрэтс». Он также стал считаться одним из самых многообещающих молодых игроков и перед сезоном 2007 года согласно рейтингу Baseball America занимал 13 место в этом рейтинге.

### Главная лига бейсбола
15 января 2018 года «Пайрэтс» обменяли Маккатчена в «Сан-Франциско Джайентс» на Кайла Крика и Брайана Рейнольдса.
12 декабря 2018 года «Филадельфия Филлис» заключили с игроком трёхлетнее соглашение, рассчитанное на 50 млн долларов.